# .sc
.sc는 세이셸의 국가 코드 최상위 도메인이다.

## 3차 도메인
- com.sc: 상용, 영리 단체
- net.sc: 네트워크 인프라스트럭처 머신, 단체
- edu.sc: 교육 기관
- gov.sc: 정부 기관
- org.sc: 기타, 비영리 단체